# 扇橋
扇橋（日语：／ Ōgibashi */?）是東京都江東區的町名。設置一丁目至三丁目。郵遞區號135-0011。

## 地理
位於東京都江東區北部，屬深川地域。北鄰猿江，東接北砂，南連海邊，西通白河。町域北邊有小名木川，東邊有橫十間川，西邊有大橫川。一丁目是富岡八幡宮氏子，二丁目與三丁目是宇迦八幡宮氏子。

## 歷史
原屬海邊新田一部分。寛永年間開始有百姓居住。
- 1870年（明治3年），橫川以東成立深川東扇橋町。
- 1911年（明治44年）實施「市制町村制」，去除深川的冠稱。
- 1936年（昭和11年）東扇橋町與石島町、千田町、海邊町各一部分合併成立深川區扇橋一～三丁目。
- 1947年（昭和22年）江東區成立。1968年（昭和43年）實施新住居表示。

### 地名由來
慶長年間，附近有座「扇橋」，因此稱深川扇橋町。之後，1870年（明治3年）町東側獨立成立深川東扇橋町。1936年（昭和11年）深川東扇橋町、深川石島町一部分、深川海邊町一部分合併成立深川扇橋。1968年（昭和43年）實施住居表示，去除「深川」，成為現在的扇橋。

## 交通

### 巴士
都營巴士（東京都交通局）
- 扇橋1丁目（清洲橋通）
  - 錦13
    - 錦糸町站前方向    　
    - 晴海埠頭方向

  - 秋26
    - 葛西站前方向    　
    - 秋葉原站前方向
- 扇橋2丁目（四目通/清洲橋通）
  - 錦22
    - 錦糸町站前方向    　
    - 臨海車庫方向

  - 東22
    - 錦糸町站前方向    　
    - 東陽町站前、東京站丸之內北口方向

  - 秋26
    - 葛西站前方向    　
    - 秋葉原站前方向
- 扇橋3丁目（清洲橋通）
  - 秋26
    - 葛西站前方向    　
    - 秋葉原站前方向

### 道路
都道
- 東京都道465號深川吾嬬線（四目通）
- 東京都道474號濱町北砂町線（清洲橋通）

橋梁
- 橫十間川
  - 岩井橋
  - 三島橋
  - 水門橋
  - 四葉草橋
- 小名木川
  - 新扇橋
  - 小松橋
  - 小名木川橋
  - 四葉草橋
- 大橫川
  - 扇橋
  - 亥之堀橋

## 設施
- 江東區役所小松橋出張所
- 橫十間川親水公園

## 史蹟
- 西岸寺

## 備註
1. ↑  江東区の世帯と人口（住民基本台帳による） 区民部区民課 平成25年8月1日現在[永久]

## 外部連結
- 江東區官方網站 （页面存档备份，存于）